# 發光效能
光視效能（英語：luminous efficacy）是一个光源的参数。他是光通量與功率的比值，依照文字來源此功率指的是光源輸出的輻射通量，或者是提供光源的電能，前者的定義有時叫輻射發光效率，後者稱電源發光效率。電源發光效率為一種：測量電能提供光源發出可見光的效率。輻射發光效率描述：光源提供可見光的效率，也就是光通量對輻射通量的比值。因人眼的結構，並非所有波長的光能見度都一樣。紅外光和紫外光的光譜對於發光效率不造成影響。光源的發光效率与光源把能量转化为电磁辐射的能力以及人眼感知所发出的辐射的能力有关。

## 效率的不同表示方法
在一些單位制中，光通量和輻射通量的單位是一樣的，這時的輻射發光效率無法被量化，在這種情況下發光效率可以被用百分比來表示（跟精細結構常數一樣，沒有量綱）。一個普遍的做法是選擇最大的效率－683 lm/W－作為發光效率（英語：luminous efficiency）100%的標準。在絕大部份例子中採用百分比表示和lm/W來表示沒有特殊的限制。
流明跟瓦特的關係，就如同西弗跟戈雷的關係。

## 輻射發光效率

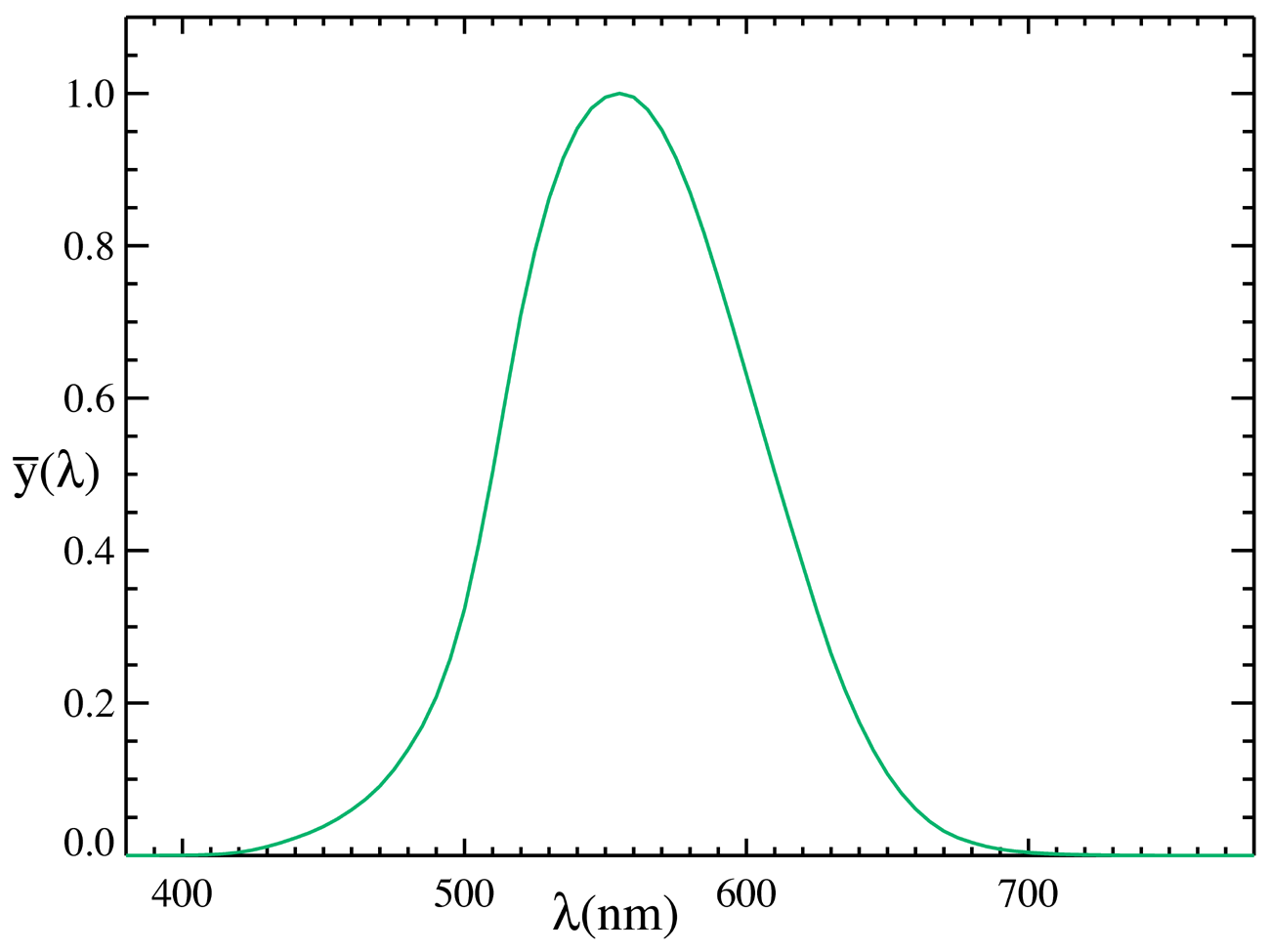
1924年由國際照明委員會所提出典型人類眼睛對光的靈敏度，橫軸為波長，單位為nm

波長位於可見光譜以外的輻射對於照明來說是沒有用的，因為它們無法被人眼感知。即使在可見光譜的波段里，人眼對於一些光的敏感度會高於另外一些光，眼睛的這種特性可由視見函數所表示。代表一個標準觀測者在亮度比較高的環境（明視覺）條件下所表現出來的觀測能力。同樣我們也可以定義在比較暗的環境（暗視覺）條件下的函數曲綫。如果沒有特別指出的話，通常都是指的明視覺的視見函數。
|  |  |

## 參看
- 光污染

## 外部連結
- Hyperphysics has these graphs of efficacy （页面存档备份，存于） that do not quite comply with the standard definition
- Energy Efficient Light Bulbs （页面存档备份，存于）
- Other Power （页面存档备份，存于）
- CIPCO Energy Library